# Brassói Lapok (napilap)
A Brassói Lapok politikai napilap, amely 1895. január 1-jén indult két kisebb lap, a Brassó és a Brassói Magyar Újság fúziójából. Első szerkesztője Hargittai Béla, kiadója Grünfeld Vilmos nyomdatulajdonos, aki a lap társtulajdonosa maradt egészen megszűnéséig, 1940-ig.

## Története
A helyi jellegű lap jelentősége az első világháború után növekedett meg. Főszerkesztője 1919. január 2-től 1937 végéig Szele Béla, 1938. január 1-jétől 1940. augusztus 30-ig Kacsó Sándor, felelős szerkesztő Kocsis Béla, majd Kakassy Endre.

### 1920-as évek
A lap előbb konzervatív jellegű volt s fenntartás nélkül támogatta az Országos Magyar Pártot. Politikai, közgazdasági, jogi, tudományos és sportcikkek, bő riportok mellett jelentős irodalmi és művészeti anyagot is közölt, főleg a vasárnapi számok mellékleteiben. Tárcaújság (1922), majd Vasárnapi Lapok címen (1932-33) külön irodalmi mellékletet adott ki.
A lap névvel nem jelzett, de valóságos szerkesztője egy ideig Móricz Miklós, Móricz Zsigmond öccse; belső munkatárs Halász Gyula (vezércikk), Horvát Henrik (művészet), Teleky Dezső (gyermekrovat), Seidner Imre (külpolitika), Joó Győző (közgazdaság) és Ritter Sámuel (sport). A lapba eleinte helyi közéleti személyiségek (köztük Krbekné Liber Etelka pedagógus a nőnevelésről) publikáltak, de mellettük már ebben az időszakban is rendszeresen közölték Bartalis János, Benedek Elek, Szántó György, Szombati-Szabó István, Magyarországról Móricz Zsigmond, Juhász Gyula, Gulácsy Irén, Tersánszky Józsi Jenő és mások írásait; folytatásos regényeket publikáltak, a Koronás regények és Milliók könyve sorozatban irodalmi műveket adtak ki.
A lap életében 1924-ben alapvető változás következett be: a vállalat ügyvezető igazgatója, majd 1928-tól tulajdonosa, Kahána Bernát a lapot országos jellegű és jelentőségű, korszerű polgári demokratikus sajtószervvé fejlesztette. Bár a főszerkesztő névleg továbbra is a konzervatív Szele Béla maradt, a lap ténylegesen előbb a munkásmozgalomhoz közel álló Füzi Bertalan, majd a demokrata gondolkodású Kacsó Sándor irányítása alá került. A szerkesztőség belső tagjai közt van ebben időben Benamy Sándor, Finta Zoltán, Kőrösi-Krizsán Sándor, Mikes Imre, Nagy Karola, Pogány Marcell, a világgazdasági tájékoztatást adó Halász Sándor, később Gárdos Sándor, Karács Andor, Korda István, Kőmüves Géza.
Széles vidéki szerkesztőhálózat alakult ki, segítségével minden érdekelt város és megye híranyaga, problémaköre rendszeresen tükröződhetett a lapban; Bukarestben Farkas Aladár, Kolozsvárt Ruffy Péter, Aradon Molnár Tibor, Temesvárt Méliusz József volt a helyi szerkesztő. Előtérbe került a legnagyobb példányszámot felvevő Székelyföld: Marosvásárhelyről Benczel Béla és Kovács György, Székelyudvarhelyről Tomcsa Sándor, Sepsiszentgyörgyről Tamás Gáspár és Jakab Antal, Csíkszeredáról Ferencz Gyárfás tudósított. Rövid ideig a szerkesztőségben dolgozott Salamon Ernő és Simon Magda, irodalmi tájékoztatóival tűnt fel Látó Anna.
A Brassói Lapok rendkívüli szerepet töltött be az irodalmi életben. Amikor az Erdélyi Helikonban a Vallani és vállalni-ankét 1929 októberében megindult, a Brassói Lapok szélesítette az írók erkölcsi elkötelezettségéről folyó vitát országos méretűvé. Kacsó Sándor Gyávák voltak-e az erdélyi magyar írók? című írása s nyomában számos hozzászólás itt jelent meg.

### 1930-as évek
Az 1930-as évektől kezdve a lap rendszeresen közölte a radikális polgári, népi és kommunista írók elbeszéléseit, verseit, regényeit. A Gábor István szerkesztette irodalmi mellékletben Bárd Oszkár, Berde Mária, Károly Sándor, Kovács György, Molter Károly, Tabéry Géza, Tamási Áron, Tomcsa Sándor, Szemlér Ferenc, Szentimrei Jenő mellett a munkásmozgalmat képviselő Brassai Viktor, Korvin Sándor, Méliusz József, Nagy István, Salamon Ernő elbeszélései, esszéi, versei jelentek meg, állandóan szerepelt a kortárs magyarországi haladó irodalom, helyet kapott Balogh Edgár publicisztikája, a lap közölte Jordáky Lajos, Józsa Béla, Szabó Árpád írásait.
A vezető publicista Kacsó Sándor, akinek hétről hétre jelentek meg közvéleményt formáló vezércikkei a nemzetiségi politika és kultúra témáiról, így harcos írásai a bankok székelyföldi uzsorapolitikája ellen vagy az antifasizmus nemzetközi kérdéseiről; emlékezetessé váltak bátor kiállásai a fenyegetett köztársasági Spanyolország mellett. Ugyanitt jelenik meg az 1930-as években Tamási Áron Tiszta beszéd című publicisztikai sorozata, tanúsítva az író felelősségét és közéleti elkötelezettségét. Jóllehet a lap az országos politikában továbbra is támogatta az Országos Magyar Pártot, mégis bírálta annak az arisztokrácia és nagypolgárság érdekeit képviselő vonalát, s állandó vitában a párt-hivatalos Keleti Újsággal, azokat a törekvéseket segítette, amelyek a magyar nemzetiség demokratikus szervezését és a haladó román erőkkel való összefogást sürgették. A román szellemi és közélet rendszeres ismertetője ebben az időben Kakassy Endre volt.
A lap indította el Tamási Áron cikksorozatával (1936. április 5-12.) a „cselekvő ifjúság” vitáját, felkarolta a vásárhelyi találkozó gondolatát, helyet adott minden véleménynek s visszaverte az értelmiség népfronti összefogása ellen indított támadásokat. Ajándék regénytár címmel népszerű társadalmi regénysorozatot jelentetett meg, támogatta az Általános Gazdasági és Ipari Szövetkezet (ÁGISZ) népművelő mozgalmát és Erdélyi magyar évkönyv (1937) című kiadványában felmérte a hazai magyar közélet csaknem minden kérdését. 1925 és 1938 között évente kiadta a Brassói Lapok Könyvnaptárát, ill. Kisnaptárát, borítékcímen Brassói Lapok Nagy Regélő Naptára, Brassói Lapok Gazda Naptára, Brassói Lapok Családi Naptára, Népújság Gazda Naptára változatban is.
A lap 1940 őszén a vasgárdisták fenyegetésére szűnt meg, sorsában osztozott testvérlapja, a Brassói Népújság is.

## Melléklete
A Vasárnapi Lapok című vasárnapi melléklet 1932–1933-ban jelent meg. Körösi László szerkesztette, benne Bárd Oszkár, Bibó Lajos, Debreczy Sándor, Domokos Pál Péter, Finta Zoltán, Flórián Tibor, Gyóni Géza, Halász Sándor, Harsányi Zsolt, Hobán Jenő, Illyés Gyula, József Attila, Kacsó Sándor, Kosztolányi Dezső, Kovács György, Látó Anna, Ligeti Ernő, Mikó Imre, Molter Károly, Németh László, Salamon Ernő, Surányi Miklós,  Szemlér Ferenc, Szép Ernő versei, elbeszélései, cikkei, esszéi olvashatók.

## Bukaresti Lapok
A Bukaresti Lapok 1932. július 20. és 1936. február 20. között jelent meg mint a Brassói Lapok bukaresti kiadása.
Kezdetben külön szerkesztőséggel dolgozott, törzsanyagát azonban ekkor is a Brassói Lapokból vette át; később csupán bukaresti fiókszerkesztőség működött, a lapkészítést Brassóban végezték. Csökkent az önálló anyagok száma, végül csak a fejlécet cserélték. A Brassói Lapok liberális, antifasiszta szellemét képviselte, megszólaltatva a romániai magyar írók, újságírók több képviselőjét. Hasábjain többek közt Brassai Viktor, Gábor István, Gagyi László, Hegyi Ilona, Kacsó Sándor, Korvin Sándor, Kovács György, Látó Anna, Ligeti Ernő, Méliusz József, Molter Károly, Salamon Ernő, Szentimrei Jenő, Szilágyi András, Tabéry Géza, Tamási Áron, Tomcsa Sándor írásaival találkozunk.

## Utódlapjai
A második világháború alatt szünetelt a Brassói Lapok, 1944 után Népi Egység, majd Népújság cím alatt jelent meg, rövid ideig Vörös Zászló, Új Idő (1963-1968) s végül 1969-től a mai napig  Brassói Lapok. (A folyóiratok címváltozása, átalakulása gyakran a cenzúra, a politikai és nemzetiségi elnyomás mértékét jelzi).